# Női egyéni műkorcsolya az 1972. évi téli olimpiai játékokon
Az 1972. évi téli olimpiai játékokon a műkorcsolya női egyéni versenyszámát február 4. és 7. között rendezték. Az aranyérmet az osztrák Trixi Schuba nyerte. A Magyarországot képviselő Almássy Zsuzsa az 5. helyen végzett.

## Eredmények
Kilenc bíró pontozta a versenyzőket. A pontok alapján a bírók mindegyikénél külön-külön kialakult egy sorrend, az egyes szakaszokban (kötelező elemek, kűr) és az összesítésnél is, ez egy helyezési pontszámot is jelentett. Az egyes szakaszok, valamint az összesítés eredménye a következő kritériumok alapján alakult ki:
1. „Többségi helyezések száma”. Az a versenyző végzett előrébb, akit a bírók többsége előrébb rangsorolt. A bírók többsége azt jelentette, hogy a legjobb 5 helyezést adó bíró helyezési pontszámait vették figyelembe, de ha az 5. bíró helyezésével még volt azonos helyezés, akkor az(oka)t is figyelembe vették. Ezt az adatot tartalmazza az oszlop. (Pl. a „6×3+” azt jelenti, hogy a versenyző 6 bírónál az első 3 hely valamelyikén végzett.)
2. „Többségi helyezések összege” (a figyelembe vett bírók helyezési pontszámainak összege)
3. „Helyezések összege” (az összes bíró helyezési pontszámainak összege)
4. „Pont” (az összes bíró által adott összpontszám).
5. A kötelező elemek pontszáma

### Kötelező elemek
A kötelező programot február 4-én és 5-én rendezték. A pontszám az első két figura pontszámának négyszeresének, a 3., 4. figura pontszámának ötszörösének, és az 5., 6. figura pontszámának hatszorosának összege.
| Hely. | Versenyző               | Nemzet                 | Többségi helyezések száma | Többségi helyezések összege | Helyezések összege | Pont   |
| ----- | ----------------------- | ---------------------- | ------------------------- | --------------------------- | ------------------ | ------ |
| 1.    | Trixi Schuba            | Ausztria (AUT)         | 9×1+                      | 9,0                         | 9,0                | 1247,0 |
| 2.    | Julie Lynn Holmes       | Egyesült Államok (USA) | 6×2+                      | 12,0                        | 20,5               | 1128,5 |
| 3.    | Karen Magnussen         | Kanada (CAN)           | 5×3+                      | 13,0                        | 29,0               | 1105,7 |
| 4.    | Janet Lynn              | Egyesült Államok (USA) | 5×4+                      | 17,5                        | 44,5               | 1074,6 |
| 5.    | Almássy Zsuzsa          | Magyarország (HUN)     | 6×5+                      | 29,0                        | 47,0               | 1066,9 |
| 6.    | Rita Trapanese          | Olaszország (ITA)      | 5×5+                      | 20,0                        | 45,0               | 1062,8 |
| 7.    | Charlotte Walter        | Svájc (SUI)            | 6×7+                      | 37,0                        | 69,0               | 1034,8 |
| 8.    | Sonja Morgenstern       | NDK (GDR)              | 9×8+                      | 71,0                        | 71,0               | 1014,9 |
| 9.    | Jean Scott              | Nagy-Britannia (GBR)   | 6×9+                      | 53,0                        | 83,0               | 986,3  |
| 10.   | Jamasita Kazumi         | Japán (JPN)            | 6×10+                     | 52,0                        | 87,0               | 984,4  |
| 11.   | Christine Errath        | NDK (GDR)              | 6×11+                     | 63,0                        | 102,0              | 962,3  |
| 12.   | Cathy Lee Irwin         | Kanada (CAN)           | 5×12+                     | 57,0                        | 116,5              | 943,4  |
| 13.   | Suna Murray             | Egyesült Államok (USA) | 5×12+                     | 59,0                        | 114,0              | 939,7  |
| 14.   | Anita Johansson         | Svédország (SWE)       | 6×14+                     | 73,5                        | 119,0              | 937,8  |
| 15.   | Dianne de Leeuw         | Hollandia (NED)        | 7×15+                     | 100,5                       | 133,5              | 918,7  |
| 16.   | Isabel Duval de Navarre | NSZK (FRG)             | 8×16+                     | 120,0                       | 137,0              | 916,5  |
| 17.   | Sonja Balun             | Ausztria (AUT)         | 9×17+                     | 150,0                       | 150,0              | 895,6  |
| 18.   | Csang Mjongszu          | Dél-Korea (KOR)        | 6×18+                     | 108,0                       | 165,0              | 840,5  |
| 19.   | Marina Szanaja          | Szovjetunió (URS)      | 9×19+                     | 168,0                       | 168,0              | 827,6  |

### Kűr
A kűrt február 7-én rendezték. A pontszám a bírók által adott pontok 15-szöröse.
| Hely. | Versenyző               | Nemzet                 | Többségi helyezések száma | Többségi helyezések összege | Helyezések összege | Pont   |
| ----- | ----------------------- | ---------------------- | ------------------------- | --------------------------- | ------------------ | ------ |
| 1.    | Janet Lynn              | Egyesült Államok (USA) | 6×1+                      | 6,0                         | 12,0               | 1588,5 |
| 2.    | Karen Magnussen         | Kanada (CAN)           | 9×3+                      | 21,5                        | 21,5               | 1567,5 |
| 3.    | Sonja Morgenstern       | NDK (GDR)              | 7×3+                      | 14,5                        | 22,5               | 1564,5 |
| 4.    | Almássy Zsuzsa          | Magyarország (HUN)     | 6×5+                      | 26,0                        | 47,0               | 1525,5 |
| 5.    | Christine Errath        | NDK (GDR)              | 5×5+                      | 21,0                        | 50,5               | 1527,0 |
| 6.    | Rita Trapanese          | Olaszország (ITA)      | 6×6+                      | 35,0                        | 57,5               | 1512,0 |
| 7.    | Trixi Schuba            | Ausztria (AUT)         | 5×7+                      | 28,0                        | 61,0               | 1504,5 |
| 8.    | Julie Lynn Holmes       | Egyesült Államok (USA) | 6×8+                      | 34,5                        | 66,5               | 1498,5 |
| 9.    | Suna Murray             | Egyesült Államok (USA) | 7×9+                      | 56,0                        | 78,0               | 1486,5 |
| 10.   | Jamasita Kazumi         | Japán (JPN)            | 6×11+                     | 59,0                        | 95,0               | 1465,5 |
| 11.   | Jean Scott              | Nagy-Britannia (GBR)   | 5×11+                     | 49,5                        | 103,5              | 1450,5 |
| 12.   | Cathy Lee Irwin         | Kanada (CAN)           | 5×12+                     | 54,0                        | 113,5              | 1440,0 |
| 13.   | Charlotte Walter        | Svájc (SUI)            | 6×13+                     | 72,5                        | 119,0              | 1432,5 |
| 14.   | Isabel Duval de Navarre | NSZK (FRG)             | 6×14+                     | 72,5                        | 119,5              | 1423,5 |
| 15.   | Anita Johansson         | Svédország (SWE)       | 5×15+                     | 71,0                        | 135,0              | 1411,5 |
| 16.   | Dianne de Leeuw         | Hollandia (NED)        | 7×17+                     | 105,5                       | 142,5              | 1380,0 |
| 17.   | Sonja Balun             | Ausztria (AUT)         | 6×17+                     | 94,0                        | 149,0              | 1365,0 |
| 18.   | Marina Szanaja          | Szovjetunió (URS)      | 5×17+                     | 75,5                        | 147,5              | 1371,0 |
| 19.   | Csang Mjongszu          | Dél-Korea (KOR)        | 9×19+                     | 169,0                       | 169,0              | 1276,5 |

### Végeredmény
| Helyezés | Versenyző               | Nemzet                 | Helyezési pontszámok bírónként | Helyezési pontszámok bírónként | Helyezési pontszámok bírónként | Helyezési pontszámok bírónként | Helyezési pontszámok bírónként | Helyezési pontszámok bírónként | Helyezési pontszámok bírónként | Helyezési pontszámok bírónként | Helyezési pontszámok bírónként | Több. hely. száma | Több. hely. össz. | Hely. össz. | Pont    |
| Helyezés | Versenyző               | Nemzet                 | 1                              | 2                              | 3                              | 4                              | 5                              | 6                              | 7                              | 8                              | 9                              | Több. hely. száma | Több. hely. össz. | Hely. össz. | Pont    |
| -------- | ----------------------- | ---------------------- | ------------------------------ | ------------------------------ | ------------------------------ | ------------------------------ | ------------------------------ | ------------------------------ | ------------------------------ | ------------------------------ | ------------------------------ | ----------------- | ----------------- | ----------- | ------- |
| Arany    | Trixi Schuba            | Ausztria (AUT)         | 1,0                            | 1,0                            | 1,0                            | 1,0                            | 1,0                            | 1,0                            | 1,0                            | 1,0                            | 1,0                            | 9×1+              | 9                 | 9           | 2751,50 |
| Ezüst    | Karen Magnussen         | Kanada (CAN)           | 2,0                            | 2,0                            | 2,0                            | 2,0                            | 4,0                            | 2,0                            | 4,0                            | 3,0                            | 2,0                            | 6×2+              | 12                | 23          | 2673,20 |
| Bronz    | Janet Lynn              | Egyesült Államok (USA) | 3,0                            | 3,0                            | 3,0                            | 3,0                            | 3,0                            | 3,0                            | 3,0                            | 2,0                            | 4,0                            | 8×3+              | 23                | 27          | 2663,10 |
| 4.       | Julie Lynn Holmes       | Egyesült Államok (USA) | 4,0                            | 4,0                            | 5,0                            | 7,0                            | 2,0                            | 4,0                            | 2,0                            | 4,0                            | 7,0                            | 6×4+              | 20                | 39          | 2627,00 |
| 5.       | Almássy Zsuzsa          | Magyarország (HUN)     | 6,0                            | 5,0                            | 6,0                            | 4,0                            | 6,0                            | 5,0                            | 7,0                            | 5,0                            | 3,0                            | 5×5+              | 22                | 47          | 2592,40 |
| 6.       | Sonja Morgenstern       | NDK (GDR)              | 7,0                            | 6,0                            | 4,0                            | 5,0                            | 7,0                            | 7,0                            | 5,0                            | 6,0                            | 6,0                            | 6×6+              | 32                | 53          | 2579,40 |
| 7.       | Rita Trapanese          | Olaszország (ITA)      | 5,0                            | 7,0                            | 7,0                            | 6,0                            | 5,0                            | 6,0                            | 6,0                            | 8,0                            | 5,0                            | 6×6+              | 33                | 55          | 2574,80 |
| 8.       | Christine Errath        | NDK (GDR)              | 8,0                            | 9,0                            | 8,0                            | 8,0                            | 9,0                            | 9,0                            | 9,0                            | 9,0                            | 9,0                            | 9×9+              | 78                | 78          | 2489,30 |
| 9.       | Charlotte Walter        | Svájc (SUI)            | 9,0                            | 11,0                           | 9,0                            | 9,0                            | 8,0                            | 10,0                           | 10,0                           | 12,0                           | 8,0                            | 5×9+              | 43                | 86          | 2467,30 |
| 10.      | Jamasita Kazumi         | Japán (JPN)            | 10,0                           | 8,0                            | 10,0                           | 13,0                           | 11,0                           | 13,0                           | 11,0                           | 7,0                            | 10,0                           | 5×10+             | 45                | 93          | 2449,90 |
| 11.      | Jean Scott              | Nagy-Britannia (GBR)   | 13,0                           | 10,0                           | 11,0                           | 10,0                           | 10,0                           | 12,0                           | 12,0                           | 11,0                           | 12,0                           | 5×11+             | 52                | 101         | 2436,80 |
| 12.      | Suna Murray             | Egyesült Államok (USA) | 12,0                           | 14,0                           | 12,0                           | 12,0                           | 12,0                           | 11,0                           | 8,0                            | 10,0                           | 11,0                           | 8×12+             | 88                | 102         | 2426,20 |
| 13.      | Cathy Lee Irwin         | Kanada (CAN)           | 11,0                           | 13,0                           | 13,0                           | 11,0                           | 13,0                           | 8,0                            | 14,0                           | 16,0                           | 17,0                           | 6×13+             | 69                | 116         | 2383,40 |
| 14.      | Isabel Duval de Navarre | NSZK (FRG)             | 16,0                           | 12,0                           | 14,0                           | 15,0                           | 14,0                           | 15,0                           | 16,0                           | 13,0                           | 1,0                            | 5×14+             | 66                | 128         | 2340,00 |
| 15.      | Anita Johansson         | Svédország (SWE)       | 15,0                           | 15,0                           | 16,0                           | 14,0                           | 15,0                           | 14,0                           | 13,0                           | 15,0                           | 14,0                           | 8×15+             | 115               | 131         | 2349,30 |
| 16.      | Dianne de Leeuw         | Hollandia (NED)        | 14,0                           | 16,0                           | 15,0                           | 16,0                           | 17,0                           | 17,0                           | 15,0                           | 18,0                           | 15,0                           | 6×16+             | 91                | 143         | 2298,70 |
| 17.      | Sonja Balun             | Ausztria (AUT)         | 17,0                           | 18,0                           | 17,0                           | 17,0                           | 16,0                           | 16,0                           | 17,0                           | 14,0                           | 16,0                           | 8×17+             | 130               | 148         | 2260,60 |
| 18.      | Marina Szanaja          | Szovjetunió (URS)      | 18,0                           | 17,0                           | 18,0                           | 18,0                           | 18,0                           | 18,0                           | 18,0                           | 17,0                           | 18,0                           | 9×18+             | 160               | 160         | 2198,60 |
| 19.      | Csang Mjongszu          | Dél-Korea (KOR)        | 19,0                           | 19,0                           | 19,0                           | 19,0                           | 19,0                           | 19,0                           | 19,0                           | 19,0                           | 19,0                           | 9×19+             | 171               | 171         | 2117,00 |